# Вишнёвка (Кызылжарский район)
Вишнёвка (каз. Вишневка) — село в Кызылжарском районе Северо-Казахстанской области Казахстана. Входит в состав Якорского сельского округа. Код КАТО — 595069200.

## Население
В 1999 году население села составляло 159 человек (76 мужчин и 83 женщины). По данным переписи 2009 года, в селе проживало 148 человек (71 мужчина и 77 женщин).